# جوليان فوشار
جوليان فوشار (بالفرنسية: Julien Fouchard)‏ مواليد 20 يونيو 1986 في فرنسا، هو دراج فرنسي في صنف سباق الدراجات على الطريق.

## روابط خارجية
- جوليان فوشار على موقع الاتحاد الدولي للدراجات (الإنجليزية)
- جوليان فوشار على موقع أرشيف الدراجات (الإنجليزية)
- جوليان فوشار على موقع إحصائيات الدراجات الإحترافية (الإنجليزية)
- جوليان فوشار على موقع نسبة الدراجات (الإنجليزية)
- جوليان فوشار على موقع CycleBase (الإنجليزية)